# Marquesado de Marianao
El marquesado de Marianao es un título nobiliario español creado el 10 de diciembre de 1860 por la reina Isabel II a favor de Salvador Samá Martí, Coronel de Milicias de Infantería en Cuba, regidor de La Habana y Senador del Reino.
Se concedió la G.E. el 11 de abril de 1893 al segundo marqués, Salvador Samá y Torrens.
Salvador Samá y Martí, era hijo de Antonio Samá París y de Buenaventura Martí Domenech, ambos vecinos de Villanueva y Geltrú, provincia de Barcelona.
Su denominación hace referencia a la localidad de Marianao, en Cuba. El titular de este marquesado también es grande de España.

## Marqueses de Marianao
|                        | Titular                             | Periodo                |
| Creación por Isabel II | Creación por Isabel II              | Creación por Isabel II |
| ---------------------- | ----------------------------------- | ---------------------- |
| I                      | Salvador Samá y Martí               | 1860-1866              |
| II                     | Salvador Samá y Torrens             | 1869-1933              |
| III                    | Salvador Samá y Sarriera            | 1935-1948              |
| IV                     | Salvador Samá y Coll                | 1955-1976              |
| V                      | Jaime Samá y Coll                   | 1978-1979              |
| VI                     | María Victoria Samá y Coll          | 1981-1992              |
| VII                    | Alfonso de Fontcuberta y de Samá    | 1993-2001              |
| VIII                   | Mariana de Fontcuberta y Juncadella | 2002-actual titular    |

## Historia de los marqueses de Marianao
- Salvador Samá y Martí (Villanueva y Geltrú, 13 de abril de 1797-La Habana, 22 de junio de 1866),[2] I marqués de Marianao,[1] senador vitalicio del Reino, coronel de milicias de La Habana, caballero de la Orden de Carlos III y Gran Cruz de la Orden de Isabel la Católica.[2] Soltero. Sin descendientes. Le sucedió su sobrino nieto:

- Salvador Samá y Torrens (Barcelona, 17 de abril de 1861-28 de junio de 1933), II marqués de Marianao, grande de España, alcalde de Barcelona y senador.[1][3] Era hijo de José Samá Mota y de Rafaela Torrents Higuero, I marquesa de Villanueva y Geltrú.[4]

Se casó el 1 de julio de 1882 con María de los Dolores Sarriera y Milans, hija de Joaquín Sarriera y Larrard, VIII conde de Solterra. Le sucedió su hijo:
- Salvador Samá y Sarriera (Viñols, 1885-Barcelona, 31 de diciembre de 1948),[5] III marqués de Marianao,[1] grande de España, y II marqués de Villanueva y Geltrú desde 1909.[4]

Contrajo matrimonio el 2 de diciembre de 1909 con María de las Merceces Coll y Castell. Le sucedió su hijo:
- Salvador Samá y Coll (1911-1976),[3] IV marqués de Marianao, grande de España, y III marqués de Villanueva y Geltrú.[4] Soltero. Sin descendientes. Le sucedió su hermano:

- Jaime Samá y Coll (1913-16 de diciembre de 1979), V marqués de Marianao grande de España,[1] IV marqués de Villanueva y Geltrú,[6] y X conde de Solterra. Soltero. Sin descendientes. Le sucedió su hermana:

- María Victoria Samá y Coll (1911-20 de octubre de 1992), VI marquesa de Marianao, grande de España,[1] V marquesa de Villanueva y Geltrú, XII condesa de Solterra y XI marquesa de Santa María de Barbará (rehabilitado en 1984 y perdido en 1987, por haber un tercero con mejor derecho).

Se casó el 25 de abril de 1935 con José de Fontcuberta y Casanova Dalmases y Parrella, IV marqués de Vilallonga. Le sucedió su hijo:
- Alfonso de Fontcuberta y de Samá (m. 26 de mayo de 2001), VII marqués de Marianao, grande de España,[1] V marqués de Vilallonga y XIII conde de Solterra.

Se casó el 11 de octubre de 1981 con María Isabel Juncadella y García-Blasco, hija de Enrique Juncadella y de Ferrer, IX marqués de Puerto Nuevo. Le sucedió su hija:
- Mariana de Fontcuberta y Juncadella, VIII marquesa de Marianao, grande de España,[1][7] VI marquesa de Vilallonga[8] y XIV condesa de Solterra.[9]